# Alaina Huffman
Alaina Huffman (nacida Alaina Kalanj; Vancouver, 17 de abril de 1980) es una actriz y productora canadiense, conocida por Smallville (2001), Supernatural (2005) y The Perfection (2018).

## Carrera
A la edad de 13 años, Alaina tuvo su primera audición, para actuar en un piloto del canal Fox Family Channel, en el que se le ofreció el papel protagónico.
Poco después fue reclutada por una agencia de modelos y comenzó a trabajar en las pasarelas de alta costura de Europa y Japón durante algunos años.
Se graduó de Goulbourn Middle School. Cuando sus padres se mudaron a Dallas, ella vio la oportunidad de trabajar en los Estados Unidos, y se anotó en la universidad, dejando atrás el mundo del modelaje. Comenzó a trabajar en algunos filmes independientes, hasta que decidió mudarse a Los Ángeles.
Sus primeros trabajos fueron en el thriller Pendulum (2001), en la comedia romántica Serving Sara (2002); Dog Lover's Symphony (2006), donde interpretó el rol protagónico de Susan; y la comedia An American Carol (2008), además de numerosos cortometrajes.
En televisión, Alaina trabajó por primera vez en un episodio de la serie Dawson's Creek, en año 2002. Luego pudo vérsela en series como Tru Calling, The O.C., Medical Investigation, NCIS: Naval Criminal Investigative Service, CSI: Miami y  CSI: Nueva York.
Tuvo también los roles recurrentes de Maureen Bowers en la serie Painkiller Jane, el de Black Canary en la serie Smallville, el de Tamara Johansen  en Stargate Universe, última entrega de la franquicia Stargate, y de Abbadon en la serie Supernatural.

## Vida personal
En 2003, se casó con el actor y productor John Henry Huffman IV, de quien se divorció en 2016. Con su exesposo tiene cuatro hijos:
- Elijah, quien nació el 30 de mayo de 2004.
- Hanna, nació el 24 de mayo de 2006.
- Charley Jane, nació el 8 de diciembre de 2009.
- Lincoln Juliu, nació el 15 de diciembre de 2011.

Uno de sus embarazos (Charlie Jane Huffman) fue concebido cuando ella actuaba la primera temporada de la serie de televisión Stargate Universe y fue escrito en la trama de la serie.

## Filmografía
| Filmografía   |                                             |                          |                                               |
| Año           | Título                                      | Rol                      | Notas                                         |
| 2001          | Indefinitely                                | Cherry                   |                                               |
| 2001          | Pendulum                                    | Terry Weiss              |                                               |
| 2002          | Dawson's Creek                              | Rina, la chica sexy      | Episodio: Guerrilla Filmmaking                |
| 2002          | Serving Sara                                | Receptionista del spa    |                                               |
| 2003          | Screen Door Jesus                           | Sharon Beaudry           |                                               |
| 2003          | Still                                       | Mary                     |                                               |
| 2003          | Quiet Desperation                           | Helen Calloway           |                                               |
| 2003          | Tru Calling                                 | Paige Saunders           | Episodio: Haunted                             |
| 2003          | The O.C.                                    | Yvette                   | Episodio: The Countdown                       |
| 2004          | Night Dawn Day                              | Woman                    |                                               |
| 2004          | With It                                     | Mafia Girlfriend         |                                               |
| 2004          | The Gunman                                  | Lori Simms               |                                               |
| 2004          | Medical Investigation                       | Estella                  | Episodio: Escape                              |
| 2005          | Standing Still                              | Maria                    |                                               |
| 2006          | Dog Lover's Symphony                        | Susan                    |                                               |
| 2007          | Painkiller Jane                             | Maureen Bowers           |                                               |
| 2007          | NCIS                                        | Dana Arnett              | Episodio: Leap of Faith                       |
| 2007–2011     | Smallville                                  | Dinah Lance/Black Canary | 6 episodios                                   |
| 2008          | Jack Hunter and the Lost Treasure of Ugarit | Lena Halstrom            | Miniserie                                     |
| 2008          | CSI: NY                                     | Lori Winston             | Episodio: The Box                             |
| 2008          | CSI: Miami                                  | Cassandra Gray           | Episodio: Raging Cannibal                     |
| 2008          | An American Carol                           | Celebridad #1            |                                               |
| 2009          | Broken August                               | August King              |                                               |
| 2009          | Lushes                                      | Falsa Charlize Theron    |                                               |
| 2009–2011     | Stargate Universe                           | 1st Lt. Tamara Johansen  | Papel regular                                 |
| 2011          | Alphas                                      | Sarah Nelson             | Episodio: Bill and Gary's Excellent Adventure |
| 2012          | NCIS: Los Angeles                           | Serena Miller            | Episodio: Neighborhood Watch                  |
| 2013–2014     | Supernatural                                | Abaddon/Josie Sands      | 8 episodios                                   |
| 2016          | Amber Alert                                 | Amber                    |                                               |
| 2019-2020     | The 100                                     | Nikki                    |                                               |
| 2022-presente | Riverdale                                   | Twyla Twyst              | 5 episodios                                   |